# Klasa niższa
Klasa niższa – klasa społeczna obejmująca osoby o niskich dochodach i niskim poziomie kapitału kulturowego mierzonego poziomem formalnego wykształcenia. Zalicza się tutaj rolników posiadających małe gospodarstwa rolne, pracowników fizycznych i pracowników usług prostych.
Pojęcie klasy niższej występuje często w powiązaniu lub zamiennie z pojęciami klasy robotniczej, ludowej lub zdominowanej. Terminem „klasa niższa” operował m.in. Pierre Bourdieu.
Wobec osób znajdujących się w sytuacji bezrobocia, skrajnej biedy lub ścisłej zależności od pomocy społecznej używa się określenia underclass.